# 土湯峠
土湯峠（つちゆとうげ）は、福島県福島市と福島県耶麻郡猪苗代町との間にある峠。標高1,240m。
吾妻連峰と安達太良連峰との鞍部にあたる所にある。峠には福島県道30号本宮土湯温泉線の終点と、福島県道70号福島吾妻裏磐梯線の交差点が存在する。福島県道70号福島吾妻裏磐梯線は、有料道路だった磐梯吾妻道路（通称：磐梯吾妻スカイライン）を含んでいるため、土湯峠に料金所（土湯ゲート）が存在した。
土湯峠付近には、温泉宿が数軒あり、土湯峠温泉郷を形成している。

## 歴史
本格的に物資の輸送に供せられたのは、江戸時代にはいった1669年（寛文9年）以降である。物資を福島から阿武隈川の水運を利用し、江戸や大坂に送るため、当時の会津藩によって改修が進められた。
1879年（明治12年）10月に里道一等に指定され、さらに1929年（昭和4年）12月に福島県道に編入された。
現在の峠を越えるルートは、1932年（昭和7年）から1938年（昭和13年）にかけて、福島県によって吾妻裏磐梯観光道路として建設された道である。以前の峠は、現在の峠の東南東約1.5km先にある旧土湯峠（標高1,272m、北緯37度39分52.9秒 東経140度16分3.1秒 / 北緯37.664694度 東経140.267528度）だった。
その後1959年（昭和34年）に磐梯吾妻道路が開通し、土湯峠に料金所が設置された。1962年（昭和37年）に二級国道115号に、1965年（昭和40年）に一般国道115号に指定された。1969年（昭和44年）に全線舗装されたものの、冬期間は積雪のために通行止めとされていた。
1989年（平成元年）に土湯トンネルを含む土湯バイパスが開通し、峠を通るのは国道115号から、土湯峠を境に福島市側は福島県道30号本宮土湯温泉線と、猪苗代町側は福島県道70号福島吾妻裏磐梯線になった。